# Saosnes
Saosnes ist eine französische Gemeinde mit 218 Einwohnern (Stand 1. Januar 2022) im Département Sarthe in der Region Pays de la Loire; sie gehört zum Arrondissement  Mamers und zum Kanton  Mamers.
Saosnes, das bis 1801 Sonnes und danach auch Saone geschrieben wurde, ist namengebend für die Landschaft Saosnois. 1810 wurde die Nachbargemeinde Mont-Renault (Montrenault, 183 Einwohner) integriert.
Heutige Nachbargemeinden von Saosnes sind: Vezot, Panon und Saint-Longis im Norden, Pizieux und Saint-Calez-en-Saosnois im Osten, Courgains im Süden sowie Les Mées und Saint-Rémy-du-Val im Westen.

## Bevölkerungsentwicklung
- 1962: 278
- 1968: 265
- 1975: 206
- 1982: 185
- 1990: 181
- 1999: 189
- 2007: 190

## Sehenswürdigkeiten
- Der Étang de Gué Chaussée, 29 Hektar, Naturschutzgebiet
- Spuren der Befestigungsanlage „fossés de Robert le Diable“
- Die Kirche Saint-Hilaire (11. Jahrhundert)
- Die Kirche Saint-Julien (11. Jahrhundert)